# Thlaspi kurdicum
Thlaspi kurdicum là một loài thực vật có hoa trong họ Cải. Loài này được Hedge miêu tả khoa học đầu tiên năm 1961.